# Гиганты Ла-Манша
«Гиганты Ла-Манчи» (англ. Giants of la Mancha) — полнометражный анимационный фильм, вышедший в 2024 году. Международный совместный проект Аргентины, Германии, Испании и Великобритании. Производство Studio 100 Film GmbH. Длительность фильма 85 минут.
Премьера в России состоялась 22 августа 2024.
Слоган фильма: «Когда родители и дети заодно, то можно победить любое зло!»
Оригинальное испанское название — исп. "Gigantes: Una aventura extraordinaria", что переводится как «Гиганты: необычное приключение». Для международного проката было выбрано название (англ. Giants of la Mancha), которое переводится с английского как «Гиганты Ла-Манчи». Ла-Манча — провинция в Испании, где разворачивается действие романа «Дон Кихот», к главному герою которого отсылает мультфильм. В русском переводе для проката выбрано название «Гиганты Ла-Манша».

## Сюжет
Юный фантазер Альфонсо Кихот (потомок Дон Кихота) мечтает победить Штормового монстра. Альфонсо хочет дружить с соседом Пансой (потомок Санчо Панса), но между их семьями давняя вражда. Альфонсо влюблен в соседку Викторию, но боится сказать ей об этом. Виктория живет у злых дяди и тети, пока ее родители в экспедиции. Алчный мэр города Ла-Манча дон Карраско использует изобретения отца Пансы, чтобы создать машину, которая генерирует штормы, и выжить жителей из старинного города, на месте города он хочет возвести парк развлечений и обогатиться. Все жители города уже отдали свои дома Карраско, кроме Кихота и Пансы. Карраско является в их дома с заманчивым предложением отдать ему дома. Дети бегут от Карраско в лес, их начинают разыскивать родители, в результате отцы мальчиков попадают в руки Карраско и он вынуждает их подписать документы на их дома, угрожая жизнью детей. Но изобретательные Альфонсо, Панса и Виктория вместе с родителями спасают город от Карраско. Альфонсо открывает свои чувства к Виктории, она отвечает ему взаимностью. Карраско отдают под суд. Дядя и тетя Виктории решают отдать ее в детский приют, раз от родителей нет вестей, но друзья приходят ей на помощь и все вместе они отправляются искать ее родителей, вперед к новым приключениям!

## Съёмочная группа
- Продюсеры — Thorsten Wegener, Florencia Lemoine, Dominique Schuchmann.
- Режиссёр — Гонсало Гутьеррес.
- Сценаристы — Карлос Коткин, Пабло Бионди, Гонсало Гутьеррес.
- Оператор — Матиас Николас.
- Композитор — Пабло Борги.
- Художник — Себастьян Джакобино.
- Монтаж — Мартин Блюссон.

## Премии
- 2024 - Children Cinema Awards (CCA), Лучший анимационный фильм для аудитории 12 лет и младше[4]
- 2024 - Vancouver International Movie Awards, Лучший анимационный фильм

## Номинации
- 2024 - Children Cinema Awards (CCA), Лучший фильм
- 2024 - Beijing International Children's Film Festival, Лучший фильм